# Юрий Лужков
Юрий Михайлович Лужков (21 септември 1936 – 10 декември 2019) е бивш губернатор и председател на местния парламент на Москва от 1992 до 2010 г.

## Семейство
Юрий Лужков е роден 21 септември 1936 г. в Москва в семейството на дърводелец. Баща му Михаил е роден в с. Млади Туд (сега Оленински район, Тверска област). Майка му Анна Петровна е родена в село Калегино.
През 1928 г. се премества в Москва.